# Alestes
Genre
Alestes est un genre africain de poissons d'eau douce de la famille des Alestidae.

## Liste des espèces
Selon World Register of Marine Species (19 mai 2025) :
- Alestes ansorgii Boulenger, 1910
- Alestes baremoze (Joannis, 1835)
- Alestes dentex (Linnaeus, 1758)
- Alestes inferus Stiassny, Schelly & Mamonekene, 2009
- Alestes liebrechtsii Boulenger, 1898
- Alestes macrophthalmus Günther, 1867
- Alestes stuhlmannii Pfeffer, 1896

Nombre d'espèces précédemment rangées dans ce genre ont été reclassées dans les genres Brycinus, Bryconalestes et Micralestes.

## Systématique
Le nom valide complet (avec auteur) de ce taxon est Alestes Müller & Troschel, 1844,.
Alestes a pour synonymes :
- Brachyalestes Günther, 1864
- Myletes Cuvier, 1814

### Étymologie
Le nom générique, Alestes, dérive du grec ancien ἀλεστής (alestḗs), « meunier ou broyeur » et est présumé faire référence à la rangée intérieure de dents molariformes prémaxillaires.

### Publication originale
- (la) J. Müller et F. H. Troschel, « Synopsis generum et specierum familiae Characinorum », Archiv für Naturgeschichte, Berlin, Nicolaische Verlags-Buchhandlung, vol. 10, no 1,‎ 1844, p. 81-99 (ISSN 0365-6136, OCLC 1481989, lire en ligne).